# Trolltider – legenden om bergatrollet
Trolltider – legenden om bergatrollet är SVT:s julkalender 2023, regisserad av Lisa Farzaneh efter ett manus av Ola Norén och Roland Ulvselius. Serien är en "reboot" av SVT:s julkalender Trolltider från 1979, med delvis samma karaktärer men ny historia.
I huvudrollerna ses Matilda Gross, Ossian Skarsgård, Hampus Hallberg, Kjell Bergqvist, Nour El Refai, Malte Gårdinger och Helmon Solomon.

## Handling
Enligt legenden härskade för länge sedan det mäktiga Bergatrollet över Norden men tillsammans lyckades de fyra folken – trollen, feerna, häxorna och människorna – få honom att somna med hjälp av en magisk bärnsten. Men en dag råkar en människa hitta stenen och bryter magin som håller trollet sovande. Tolvåringarna Saga och Love, en människa och ett troll, slår sig samman för att hindra Bergatrollet från att vakna och ta över världen igen.

## Rollista
- Matilda Gross – människan Saga
- Ossian Skarsgård – trollet Love
- Hampus Hallberg – Gustav
- Katarina Ewerlöf – Märta
- Kjell Bergqvist – trollet Gorm
- Malte Gårdinger – trollet Kotte
- Mimmi Cyon – Sleva
- Helmon Solomon – fen Dorabella
- Nour El Refai – häxan Mara
- Annika Hallin – Siv
- Claes Månsson – Stubbe
- Emma Broomé – Servilia
- Henrik Dorsin – vätten
- Hulda Lind Jóhannsdóttir – Klåff
- Razmus Nyström – Klamp
- Samuel Astor – Vidfarna
- Lena-Pia Bernhardsson – skogsrået
- Magnus Ehrner – Ragnar
- Ville Virtanen – Rolf
- Ted Åström – Gösta
- Max Nilén – brunnsgubbens röst

## Produktion

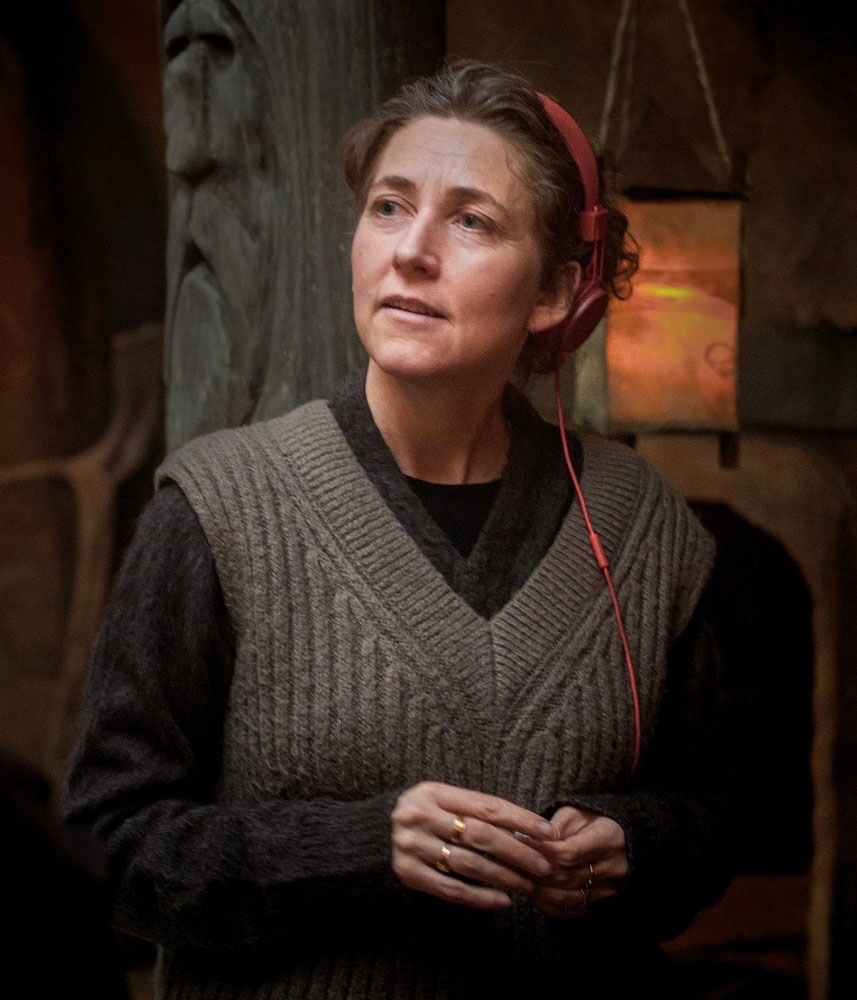
Lisa Farzaneh, regissör för TV-serien.

### Idé och bakgrund
Trolltider – legenden om bergatrollet är en så kallad "reboot" på SVT:s populära julkalender Trolltider från 1979 som var så omtyckt att den visades i repris 1985. Det har funnits planer på att göra en uppföljare på julkalendern sedan premiären 1979. Julkalendern har sedan premiären hamnat högt i flera opinionsundersökningar från bland annat SVT själva och i samband med att julkalendern fyllde 60 år 2020, genomförde SVT i december en omröstning där den mest minnesvärda julkalendern genom tiderna skulle utses. Trolltider landade på tredje plats.
År 2021 kontaktade Creative Society Production Ola Norén och Roland Ulvselius för att skriva en pitch till SVT om hur de skulle göra serien. De hade sedan tidigare köpt rättigheterna till serien och hade kontakt med SVT om vad tittarna mindes från Trolltider. Det visade sig att tittarna bäst mindes musikvinjetten, spåren i snön, några karaktärer och musiken men inte mindes handlingen lika bra. Därför skrev författarna om några av karaktärerna och deras relation samt lade till nya karaktärer, däribland människor. Efter att ha blivit utvalda i en sista finalpitch började författarna skriva på manuset till serien i enskildhet på var sitt håll. Ulvselius skrev sin del av manuset i sin stuga i Ulvön vid Åsnens strand som ligger intill berget Trollberget som han beskrivit som en inspirationskälla till trollskogen i serien medan Norén skrev sin del av manuset på sitt arbetsrum i Malmö.
| ”            | Originalserien har ett 70-talstempo, så vi behövde få mer att hända. Barnen zappar över till Netflix efter fem minuter, så vi ville hitta en tydlig framåtrörelse. Vi ville göra Sagan om ringen i julkalendermiljö. Ett stort episkt äventyr som vi kunde få ner i tio miljöer. | „ |
| – Ola Norén, | |   |

| ”                   | När det handlar om en remake tycker jag inte att man ska göra något helt annorlunda som vissa väljer att göra. Man ska ha respekt för den kärlek folk haft för originalet. Så vi har gått igenom mängder med gammalt material och försökt få med allt det folk gillade, som fotspåren i snön, musiken, trollet Kotte och en massa annat. | „ |
| – Roland Ulvselius, | |   |

Julkalenderns regissör Lisa Farzaneh har beskrivit målsättningen med kalendern att blanda Sunes jul med Sagan om ringen.
Serien producerades av Martina Håkansson på Creative Society Production och är en samproduktion med SVT och Film Stockholm. Linjeproducent är Patrick Sobieski, exekutiva producenter är Kristoffer Graci, Lisa Andrae, Anna Croneman och Anne-Marie Söhrman Fermelin.

### Inspelning
Inspelningarna inleddes i mitten av februari 2023 och pågick i huvudsak i studio i Vårby gård i Huddinge i tre månader.
I serien användes det mycket specialeffekter, totalt användes effekter i 260 scener. Specialeffekterna gjordes av det Karlsborgsbaserade bolaget Dupp Film som även gjorde effekterna till förra årets julkalender Kronprinsen som försvann. Arbetet med effekterna leddes av Christian Olander och utfördes av bland andra Edvin Edenhage som 3D-artist, Joke Vervoort som composer, Isidor Swande som matte painter samt Grim Svensson.
Bergatrollet i serien är helt digitalt animerad av Martin Fält vilket enligt Christian Olander var stort med svenska mått. Utöver den befintliga rekvisitan i studion byggdes hela backdrops upp digitalt, såsom Dorabellas glänta, och projicerades i realtid med LED-lampor mot en vägg i studion.
Rekvisitan skapades av Niklas Hermansson och Fia Reisek, Pernilla Fischer och Kristina Öhman hos Fixas Lifelike Creations i Härryda.

### Musik
Musiken i julkalendern skrevs av Edvin Kunze Nahlin och Joel Danell och har beskrivits av de själva som folkloreinspirerad och använder sig av bland annat stränginstrument, mandoliner och dragspel medan Bergatrollets sång dessutom är inspirerad av I bergakungens sal av Edvard Grieg. Från Trolltider återanvänds signaturen samt sångerna Solsången, Knådavisan och Dorabellas godnattsång som skrevs av Lasse Dahlberg, Britt Hallqvist och Björn Isfält och licensierades från Warner/Chappell Music Scand AB.
Den 15 december 2023 utgavs musiken digitalt på skivan Trolltider - Legenden om Bergatrollet (Musiken från Julkalendern) hos förlaget Music Super Circus.
| Nr | Spår                                       | Medverkande                                     | Längd |
| -- | ------------------------------------------ | ----------------------------------------------- | ----- |
| 1  | Trolltider                                 | Joel Danell, Edvin Kunze Nahlin                 | 00:45 |
| 2  | Knådavisa                                  | Joel Danell, Edvin Kunze Nahlin, Helmon Solomon | 01:45 |
| 3  | Legenden om bergatrollet                   | Joel Danell, Edvin Kunze Nahlin                 | 01:07 |
| 4  | Gorm                                       | Joel Danell, Edvin Kunze Nahlin                 | 01:48 |
| 5  | Svartbergets hemlighet                     | Joel Danell, Edvin Kunze Nahlin                 | 02:02 |
| 6  | Anno 1859                                  | Joel Danell, Edvin Kunze Nahlin                 | 01:09 |
| 7  | Dorabellas godnattvisa för djuren i skogen | Joel Danell, Edvin Kunze Nahlin, Helmon Solomon | 02:36 |
| 8  | Bärnstenen                                 | Joel Danell, Edvin Kunze Nahlin                 | 01:02 |
| 9  | Stenarnas tunga steg                       | Joel Danell, Edvin Kunze Nahlin                 | 00:56 |
| 10 | Djupt in i berget                          | Joel Danell, Edvin Kunze Nahlin                 | 02:00 |
| 11 | Brummpinnar                                | Joel Danell, Edvin Kunze Nahlin                 | 01:07 |
| 12 | Nere i brunnen                             | Joel Danell, Edvin Kunze Nahlin                 | 01:10 |
| 13 | Sagas lament                               | Joel Danell, Edvin Kunze Nahlin                 | 01:06 |
| 14 | Hypnos                                     | Joel Danell, Edvin Kunze Nahlin                 | 01:02 |
| 15 | Berget lever                               | Joel Danell, Edvin Kunze Nahlin                 | 01:01 |
| 16 | Solsången                                  | Joel Danell, Edvin Kunze Nahlin, Nour El-Refai  | 01:56 |

### Papperskalender
Årets papperskalender illustrerades av Amanda Karlsson och tog fyra månader att bli färdig. Inför arbetet med papperskalendern fick Karlsson läsa igenom manuset och besöka inspelningsplatsen. Stilen har beskrivits som mangainspirerad och Karlsson har försökt pricka in alla karaktärers personlighetsdrag i teckningen.
Papperskalendern föreställer Trollbyn med alla karaktärerna.

## Mottagande

### Kritiker
Serien fick ett gott mottagande av kritiker som mest rosade berättandet, miljöerna och skådespeleriet medan viss kritik framfördes mot figuren Servilia som jämfördes negativt med Gollum från Tolkiens böcker om Sagan om ringen. Serien landade på ett snittbetyg på 3,6 på kritiker.se.
Svenska Dagbladets recensent Erika Hallhagen gav serien 5 av 6 i betyg och beskrev den som medryckande med klassiskt sagoberättande med fingertoppskänsla. Hallhagen hade dock svårt för stentrollen och Servilia som "ser så ofarliga ut att de inte ens skulle kunna kvala in som monster i SVT:s Labyrint." Hon frågade sig också varför Henrik Dorsin inte fick mer skärmtid. Borås Tidnings recensent Lukas Ernryd gav serien 4 av 5 i betyg och beskrev den som "Vacker, finurlig och lagom läskig" och skrev "Årets julkalender har några transportsträckor men i det stora hela fyller den föregångarens stora skor med bravur. Den är spännande, lite läskig och sätter dessutom fingret på två saker som kan vara lätt att glömma bort. Genom att se fördelar med varandras olikheter blir man starka tillsammans. Och vikten av att vara snäll." Barometern Oskarshamns-Tidningens recensent Frida Lindström gav serien 4 av 5 i betyg beskrev serien som mycket bättre än originalet och skrev att "intrigen är detaljerad, skådespeleriet håller hög klass, miljöerna är magiska och spänningen intakt från första till sista avsnitt. Att följa farmoderns [...] idoga tinderdejtande är en fröjd även för vuxna tittare och stundtals skrattar jag faktiskt rakt ut. Här finns något för alla."
Göteborgs-Postens recensent Jan Andersson gav serien 4 av 5 i betyg och beskrev serien som "den mest spännande och medryckande julkalendern på flera år. Kanske lite otäck för de yngsta men hela tiden underhållande" och tillade "Emellanåt blir det tydligt att Trolltider - legenden om bergatrollet har hämtat inspiration hos både Sagan om ringen och Harry Potter, även om SVT:s budget såklart sätter sina begränsningar med följd att det slumrande bergatrollets korkade hantlangare stentrollen ser ut som fryntliga Michelingubbar i cernitlera. Detta kan ni dock betrakta som gnälliga små randanmärkningar för Trolltider - legenden om bergatrollet är SVT:s bästa julkalender på många år. Det är mysigt och medryckande, varmt och iskallt, lagom otäckt och spännande hela vägen fram till julafton. Det handlar om vänskap och utanförskap, kärlek och missförstånd, omtanke, gemenskap och vikten av förlåtelse. Det är helt enkelt svårt att begära mer av en julkalender i tv."
Aftonbladets recensent Karolina Fjellborg gav serien 3 av 5 i betyg och beskriv det som "välspelat, mysigt och på det hela taget rätt lyckat" även om "Henrik Dorsin är kriminellt underutnyttjad". Sydsvenskans recensent Malena Jansson beskrev serien som en av de bättre julkalendrarna på senare tid och tillade att det är en "spännande, lagom läskig, lagom rolig, välspelad, visuellt kittlande och strålande tonsatt allåldersberättelse som lyckas med konststycket att hitta en perfekt balans mellan saga och igenkännbar verklighet." Dagens Nyheters recensent Jacob Lundström gav serien 3 av 5 i betyg och beskrev den som "en uppdaterad mix av Nils Karlsson-Pyssling och Peer Gynt med extra allt av scenografiskt lullull. En mysig miniatyrvärld med både lussebak och folktro och en intensiv jultrivsel." men tillade "Den utstuderade mysfaktorn till trots är nya Trolltider bitvis träigt berättad. Det krävs många dramaturgiska omtag och ansträngda snedsteg för att få ihop 24 avsnitt. Till slut blir det i alla fall riktigt spännande och däremellan kan man glädjas åt Henrik Dorsin i rollen som sträv hustomte."
Expressens recensent Mattias Bergqvist gav serien 2 av 5 i betyg och ogillade som mest Emma Broomé i rollen som Servilia som Bergqvist beskrev som en fattig Gollum kopia. Dessbättre beskrev Bergqvist de andra skådespelarnas insatser, speciellt Kjell Bergqvist, Katarina Ewerlöf och Matilda Gross och tillade "Emellanåt finns en livlig lekfullhet i scenerna, som parat med Matilda Gross tydlighet i ton och nyans fäster de yngre tittarnas intresse. Det, parat med ett klassiskt sagoberättande, gör att Trolltider - legenden om Bergatrollet med stor sannolikhet blir en ny julkalender-succé för SVT. För ett antal andra tittare kommer serien som helhet vara en godkänd axelryckning. Det är de som tycker så som har rätt."

### Publik
Norrbottens-Kuriren anordnade en barnpanel med elva utvalda barn mellan 3 och 21 år som såg de första avsnitten där gemensamma uttalanden var att det var spännande, kul och bra. Skånska Dagbladets barnpanel på tre barn gav serien ett slutbetyg på runt 3,9 och beskrev den som både spännande och läskig. Aftonbladets barnpanel, som bestod av barn mellan 4 och 8 år, såg de första tre avsnitten och gav dem flera positiva betyg och beskrev serien som bra, spännande och rolig. P4 Västerbottens barnpanel på tre barn tyckte serien var läskig, knäpp och bäst.
När 12 avsnitt av serien hade visats frågade Nya Lidköpings-Tidningen barn vad de tyckte om serien och fick ett positivt gensvar där barnen beskrev serien som spännande och bra. Även på sociala medier fick serien ett gott mottagande.
Det första avsnittet sågs enligt MMS mätningar av 1 323 000 tittare linjärt medan SVT:s egna mätningar mätte 998 000 tittare. På SVT Play sågs premiäravsnittet av 918 145 besökare vilket enligt SVT var rekord för ett program under premiärdagen på SVT Play. Tidigare rekord innehades av En hederlig jul med Knyckertz från 2021. Efterföljande avsnitt lockade runt en miljon tittare.
I snitt lockade programmet runt 1 280 000 tittare på SVT Play och 702 000 tittare linjärt vilket gör den till den mest sedda julkalendern någonsin, det program som samlat flest visningar någonsin på SVT Play inom en månad och det femte mest sedda programmet på TV under 2023.

### Utmärkelser
Sex personer inblandade i seriens produktion nominerades i till fyra priser i tre kategorier på Riagalan 2024 och vann i två kategorier. Therese Sandersson och Martina Håkansson vann i sina kategorier för Årets visuella uttryck respektive Årets producent. Utöver detta nominerades Ola Magnestam och Pelle Magnestam för Årets visuella uttryck och Edvin Kunze Nahlin & Joel Danell för Årets originalmusik men vann inte.
Programmet nominerades på Kristallengalan 2024 i kategorin Årets barnprogram men förlorade mot Ture Sventon och jakten på ungdomens källa.

## Utgivning
Serien gavs ut på DVD den 4 november 2024.

## Övrigt
Efter avsnitt 19 hade SVT tryckt upp fel bild bakom dagens lucka som istället tillhörde avsnitt 20. SVT bad om ursäkt med missen och förklarade det med att den fysiska kalendern trycktes innan programmet var färdigklippt och att de två sekvenserna sedan bytt plats.
Bärnstenen som användes i serien auktionerades ut på Tradera till förmån för Radiohjälpen. Bärnstenen, som egentligen är tillverkad av epoxi, fick slutpriset 48 800 kronor.

### Webbkällor
- ”Trolltider - Medverkande”. credits.svt.se. Sveriges Television. 5 december 2025. https://credits.svt.se/trolltider/. Läst 6 december 2023.

### Fotnoter
1. 1 2 3  ”Så blir årets julkalender i SVT – ”Trolltider” får fortsättning”. www.expressen.se. https://www.expressen.se/noje/trolltider-arets-julkalender-svt/. Läst 3 mars 2023.
2. 1 2  ”SVT på Instagram: "Myys! En HELT NY saga! Trolltider - legenden om Bergatrollet.🎄🥳❄️”. Instagram. https://www.instagram.com/p/CpURdq0jk4B/. Läst 4 mars 2023.  ”"Jo, när SVT uppmärksammade "Julkalendern 60 år" visades det sig att Trolltider var den mest älskade kalendern genom tiderna."

"Vi vill vara tydliga med att det är en ny berättelse, så kallad reboot, av Trolltider. Det är inte en remake, det vill säga att vi inte kommer göra om samma berättelse från 1979. Det är en ny historia men med delvis samma karaktärer och igenkänning av det ”magiska” stor och liten perspektivet som fanns i den gamla kalendern men ett nytt och mer modernt berättat äventyr."”
3. ↑  ”Julkalendern, lucköppningen och julköket | SVT Kontakt”. www.svt.se. https://www.svt.se/kontakt/julkalendern-luckoppningen-och-julkoket. Läst 31 oktober 2023.
4. 1 2  ”Eva Rydberg vill göra ”Trolltider 2””. www.aftonbladet.se. 1 december 2004. https://www.aftonbladet.se/a/BJWgPE. Läst 4 mars 2023.
5. ↑  Ett, Studio (30 november 2023). ”Nygammal julkalender i år: Trolltider kommer igen”. Sveriges Radio. https://sverigesradio.se/artikel/ny-gammal-julkalender-i-ar-trolltider-kommer-igen. Läst 30 november 2023.
6. ↑  ”Trolltider bästa julkalendern – enligt omröstning”. www.aftonbladet.se. 1 december 2010. https://www.aftonbladet.se/a/Rx6vqA. Läst 4 mars 2023.
7. ↑  ”Sunes jul – framröstad som bästa julkalendern! | Öppet arkiv - Bloggen | SVT.se”. web.archive.org. 20 december 2016. Arkiverad från originalet den 20 december 2016. https://web.archive.org/web/20161220141804/http://blogg.svt.se/oppet-arkiv/basta-julkalendern/. Läst 4 mars 2023.
8. ↑  ””Trolltider” tillbaka som årets julkalender i SVT”. www.aftonbladet.se. 3 mars 2023. https://www.aftonbladet.se/a/P40QK6. Läst 4 mars 2023.
9. 1 2 3  El-Alawi Hussein (3 december 2023). ”Så gick det till när han skrev sagan om Saga och Love”. Sydsvenskan. Läst 3 december 2023.
10. 1 2 3  ”Han är Malmöförfattaren bakom nya SVT-julkalendern: ”En grej man måste göra””. HD. 3 december 2023. https://www.hd.se/2023-12-03/han-ar-malmoforfattaren-bakom-nya-svt-julkalendern-en-grej-man-maste-gora. Läst 3 december 2023.
11. 1 2  Oskar Tinggren (1 december 2023). ”Årets julkalender skapades vid Åsnen – Rolands smultronställe: ”Lugnet sköljer över kroppen””. Smålandsposten. https://www.smp.se/alvesta/roland-har-skrivit-arets-julkalender-i-sommarstugan-vid-asnen/. Läst 3 december 2023.
12. 1 2  ”Trolltider – Medverkande”. https://credits.svt.se/trolltider/. Läst 6 december 2023.
13. ↑  ”Matilda Gross 🤎 på Instagram”. Instagram. https://www.instagram.com/p/CpUaKdJM3eD/. Läst 6 mars 2023.
14. ↑  ”Vänskap i magisk trollvärld”. www.kpwebben.se. https://www.kpwebben.se/vanskap-i-magisk-trollvarld/. Läst 25 november 2023.
15. 1 2  Åsa Lord (27 november 2023). ”De fick julkalendern att bli magisk: ”Rena julafton för en visuell artist””. SLA. https://www.sla.se/2023/11/27/karlsborgsforetaget-dupp-film-bakom-alla-effekter-i-nya-trolltider-bd05a/. Läst 28 november 2023.
16. ↑  Tova Lyrén (29 november 2023). ”Martin från Skruv har skapat Bergatrollet i årets julkalender”. Barometern. https://www.barometern.se/lessebo/martin-fran-skruv-har-byggt-och-3d-animerat-bergatrollet-i-arets-julkalender/. Läst 30 november 2023.
17. ↑  ”Stentrollen i SVT:s julkalender tillverkades hos Fixas i Rävlanda, Lokalpressen”. lokalpressen.eu. https://lokalpressen.eu/harryda/stentrollen-i-svt-s-julkalender-tillverkades-hos-fixas-i-ra-vlanda#google_vignette. Läst 22 januari 2024.
18. ↑  Mathilda Alveflo (16 december 2023). ”Här görs stentrollen till julkalendern – utanför Bollebygd”. Göteborgs-Posten. https://www.gp.se/nyheter/vastsverige/har-gors-stentrollen-till-julkalendern-utanfor-bollebygd.fc2c8b9f-1888-4caa-81f3-4d20b17dec53. Läst 22 januari 2024.
19. ↑  Svanholm, Britta (29 september 2023). ”De gör musiken till nya ”Trolltider”-kalendern”. Sveriges Radio. https://sverigesradio.se/artikel/de-gor-musiken-till-nya-trolltider-kalendern--2. Läst 19 oktober 2023.
20. ↑  ”Trolltider och zombieberedskap”. Hemma i P2. Sveriges Radio. 26 september 2023. https://sverigesradio.se/avsnitt/trolltider-och-zombieberedskap-hemma-i-p2. Läst 19 oktober 2023.
21. ↑  ”Trolltider - Legenden om Bergatrollet (Musiken från Julkalendern)”. 15 december 2023. https://open.spotify.com/album/4oBBziUdjqUdQTgDWC4LTf. Läst 21 december 2023.
22. ↑  ”Trolltider - Legenden om Bergatrollet (Musiken från Julkalendern) by Joel Danell & Edvin Kunze Nahlin on Apple Music” (på amerikansk engelska). 15 december 2023. https://music.apple.com/us/album/trolltider-legenden-om-bergatrollet-musiken-fr%C3%A5n-julkalendern/1722135412. Läst 21 december 2023.
23. ↑  ”Trolltider - Legenden om Bergatrollet (Musiken från Julkalendern), Joel Danell” (på amerikansk engelska). Qobuz. https://www.qobuz.com/us-en/album/trolltider-legenden-om-bergatrollet-musiken-fran-julkalendern-joel-danell-amp-edvin-kunze-nahlin/ear7ujn09qfha. Läst 21 december 2023.
24. ↑  Elle Carlsson (29 november 2023). ”Premiär för nya ”Trolltider”: ”Har alltid älskat sagornas värld””. Bohusläningen. https://www.bohuslaningen.se/kultur-noje/amanda-27-har-tecknat-arets-julkalender-alltid-alskat-sagornas-varld.e3d793a4-b83e-4d93-8c77-afe5c544ccff. Läst 30 november 2023.
25. ↑  ”27-åriga Amandas hedersuppdrag: har tecknat årets julkalender”. www.tv4.se. https://www.tv4.se/klipp/va/20744737/27-ariga-amandas-hedersuppdrag-har-tecknat-arets-julkalender. Läst 3 december 2023.
26. ↑  ”Trolltider - Legenden Om Bergatrollet (2023)”. https://kritiker.se/serier/trolltider-legenden-om-bergatrollet/. Läst 26 december 2023.
27. ↑  Hallhagen, Erika (28 november 2023). ”Nya ”Trolltider” hjälper till att mota bort mörkret”. Svenska Dagbladet. ISSN 1101-2412. https://www.svd.se/a/Llzw1J/julkalendern-i-svt-2023-trolltider-legenden-om-bergatrollet. Läst 25 december 2023.
28. ↑  Lukas Ernryd (1 december 2023). ”Årets julkalender är en barnvänlig "Sagan om ringen"”. Borås Tidning. Läst 25 december 2023.
29. ↑  Frida Lindström (30 november 2023). ”Frida Lindström: Nya ”Trolltider” slår originalet med hästlängder”. Barometern. https://www.barometern.se/kultur/nya-trolltider-slar-originalet-med-hastlangder/. Läst 25 december 2023.
30. ↑  Jan Andersson (1 december 2023). ”Nya ”Trolltider” är mysig, spännande och lite otäck”. Göteborgs-Posten. https://www.gp.se/kultur/tv/tv-recension/recension-julkalendern-trolltider-legenden-om-bergatrollet-pa-svt.6b597a2f-32cf-449b-816f-018e7cd72d76. Läst 25 december 2023.
31. ↑  ”Så bra är SVT:s julkalender ”Trolltider – legenden om bergatrollet””. www.aftonbladet.se. 1 december 2023. https://www.aftonbladet.se/a/RGM3ed. Läst 25 december 2023.
32. ↑  ”KRÖNIKA: ”Trolltider” är den bästa julkalendern på mycket länge”. Sydsvenskan. 1 december 2023. https://www.sydsvenskan.se/2023-12-01/trolltider-ar-den-basta-julkalendern-pa-mycket-lange. Läst 25 december 2023.
33. ↑  ”Så bra är SVT:s julkalender som nytolkar klassikern ”Trolltider””. DN.se. 30 november 2023. https://www.dn.se/kultur/sa-bra-ar-svts-julkalender-som-nytolkar-klassikern-trolltider/. Läst 25 december 2023.
34. ↑  ”Så bra är ”Trolltider – Legenden om Bergatrollet” – årets julkalender i SVT”. www.expressen.se. 1 december 2023. https://www.expressen.se/noje/recension-trolltider-legenden-om-bergatrollet/. Läst 25 december 2023.
35. ↑  ”Så reagerade läsarna på julkalendern: "Är så taggad"”. kuriren.nu. https://kuriren.nu/bli-prenumerant/artikel/j8e0opqj/nk-bd-0kr-dp_week. Läst 25 december 2023.
36. ↑  ”RECENSION: Så bra är årets julkalender: ”Fyra eller pyttelite mindre””. Skånska Dagbladet. 1 december 2023. https://www.skd.se/2023-12-01/sa-bra-ar-arets-julkalender-fyra-eller-pyttelite-mindre. Läst 25 december 2023.
37. ↑  ”Barnen sätter betyg på årets julkalender i SVT ”Trolltider – legenden om bergatrollet” - Aftonbladet TV”. https://tv.aftonbladet.se/video/362733/barnen-om-julkalendern. Läst 25 december 2023.
38. ↑  ”Barnens dom om årets julkalender i SVT”. www.aftonbladet.se. 1 december 2023. https://www.aftonbladet.se/a/O8K5aO. Läst 25 december 2023.
39. ↑  Marklund, Ester; Vikström, Vilma (4 december 2023). ”Bra men lite läskig – så tycker barnen om Trolltider”. Sveriges Radio. https://sverigesradio.se/artikel/bra-men-lite-laskig-sa-tycker-barnen-om-trolltider. Läst 26 december 2023.
40. ↑  Victoria Svärd Karlsson (14 december 2023). ”TV: Barnen tycker till – så bra eller dålig är årets julkalender”. NLT. https://www.nlt.se/2023/12/14/barnen-tycker-till-sa-bra-eller-dalig-ar-arets-julkalender-alskar-den-980d6/. Läst 26 december 2023.
41. ↑  Alexandra Johansson (1 december 2023). ”Jubel från tittarna efter premiären av årets julkalender: 'Helt fantastisk'”. www.familjeliv.se. https://www.familjeliv.se/familj/jubel-fran-tittarna-efter-premiaren-av-arets-julkalender-helt-fantastisk/457553. Läst 25 december 2023.
42. ↑  ”Julkalendern har haft premiär – här är SVT-tittarnas dom: "Så trött på..."”. nyheter24.se. 1 december 2023. https://nyheter24.se/noje/tv/1210382-julkalendern-har-haft-premiar-har-ar-tittarnas-dom. Läst 25 december 2023.
43. 1 2  ”Tv-toppen: ”På spåret” lockade flest – igen”. www.aftonbladet.se. 4 december 2023. https://www.aftonbladet.se/a/768mV8. Läst 26 december 2023.
44. 1 2  ”Julkalendern slår tittarrekordet på SVT Play – mest sedda någonsin”. www.expressen.se. 7 december 2023. https://www.expressen.se/noje/trolltider-legenden-om-bergatrollet-rekord/. Läst 26 december 2023.
45. ↑  ”Tv-toppen: ”På spåret” ohotad etta”. www.aftonbladet.se. 11 december 2023. https://www.aftonbladet.se/a/wAlo7d. Läst 26 december 2023.
46. ↑  ”Tv-toppen: ”På spåret” ohotad etta – igen”. www.aftonbladet.se. 18 december 2023. https://www.aftonbladet.se/a/l3qOLG. Läst 26 december 2023.
47. ↑  ”Tittarrekord för "Trolltider" - den mest streamade julkalendern någonsin”. MovieZine. https://www.moviezine.se/nyheter/tittarrekord-trolltider-mest-streamade-julkalendern?fbclid=IwAR1JJdPrMHeqsy2SMQeGZPD8fBjQ3SlKQ4YdS5ssaw387wSNmJg3WXRIiDM#Echobox=1704192385. Läst 2 januari 2024.
48. ↑  Thea VikströmText (1 februari 2024). ”Tv-tittandet fortsätter minska – Viaplay toppar”. Dagens industri. https://www.di.se/nyheter/tv-tittandet-fortsatter-minska-viaplay-toppar/. Läst 16 februari 2024.
49. ↑  ”Här är de nominerade på årets Riagala”. www.dagensmedia.se. https://www.dagensmedia.se/medier/rorligt/har-ar-de-nominerade-pa-arets-riagala/. Läst 16 februari 2024.
50. ↑  ”Här är alla vinnare på Riagalan”. www.dagensmedia.se. https://www.dagensmedia.se/medier/rorligt/har-ar-alla-vinnare-pa-riagalan/. Läst 5 april 2024.
51. ↑  Petra Lindell (14 augusti 2024). ”Arantxa leder Kristallengalan - här är alla nominerade!”. GALA magasin. https://galamagasin.se/arantxa-leder-kristallengalan-har-ar-alla-nominerade/. Läst 5 september 2024.
52. ↑  ”Alla vinnare på Kristallen 2024”. www.aftonbladet.se. 5 september 2024. https://www.aftonbladet.se/nojesbladet/a/xmMwej/kristallen-2024-alla-vinnare-pa-galan. Läst 5 september 2024.
53. ↑  ”TROLLTIDER - LEGENDEN OM BERGATROLLET | SF Studios Sverige | Pressrum”. press.sfstudios.se. https://press.sfstudios.se/line-up/home-entertainment/66c5e43211562/page?type=all. Läst 29 augusti 2024.
54. ↑  ”SVT:s miss i julkalendern – öppnade fel lucka”. www.aftonbladet.se. 20 december 2023. https://www.aftonbladet.se/a/onqBaW. Läst 26 december 2023.
55. ↑  ”Flera kändisar och företag bland årets auktioner på Tradera”. Örebronyheter. 12 december 2023. https://www.orebronyheter.com/flera-kandisar-och-foretag-bland-arets-auktioner-pa-tradera/. Läst 19 december 2023.
56. ↑  Caroline Widenheim (11 december 2023). ”Musikhjälpen igång – här är kändisarnas auktioner”. Göteborgs-Posten. https://www.gp.se/kultur/musikhjalpen-ar-igang-har-ar-kandisarnas-auktioner.fc3adddd-b040-4537-a584-14edfd9db5dd. Läst 19 december 2023.
57. ↑  ”Över fyra miljoner till Musikhjälpen via Tradera”. Örebronyheter. 21 december 2023. https://www.orebronyheter.com/over-fyra-miljoner-till-musikhjalpen-via-tradera/. Läst 21 december 2023.